# سهراب مرادی
سهراب مرادی (مواليد 22 سبتمبر 1988) هو لاعب رفع أثقال إيراني فاز بالميدالية الذهبية في أولمبياد 2016 في وزن 94 كيلو.

## روابط خارجية
- سهراب مرادی على موقع الاتحاد الدولي (الإنجليزية)
- سهراب مرادی على موقع مشروع نتائج رفع الأثقال الدولية (الإنجليزية)
- سهراب مرادی على موقع IAT Database Weightlifting (الألمانية)
- سهراب مرادی على موقع اللجنة الأولمبية الدولية (الإنجليزية)
- سهراب مرادی على موقع أوليمبيديا (الإنجليزية)